# John McNee
Pour les articles homonymes, voir McNee.
John McNee, né en 1951 à London en Ontario, est l'ambassadeur du Canada aux Nations unies.

## Biographie
McNee obtient son baccalauréat en histoire à l'Université York en 1973 et sa maîtrise en histoire de l'Université de Cambridge en 1975. Il rejoint au Département des Affaires externes en 1978 et sert en Espagne, au Royaume-Uni et en Israël. Dans les années 1980 il sert au Bureau du Conseil privé.
Il est ambassadeur du Canada en Syrie de 1993 à 1997 et est simultanément l'envoyé canadien au Liban jusqu'en 1995. De 2004 à 2006 McNee est ambassadeur du Canada en Belgique. En février 2006 sa nomination au poste d'ambassadeur à l'ONU est annoncée par le premier ministre Stephen Harper et il succède à Allan Rock à ce poste au début de juillet.